# Stripped (album của Christina Aguilera)
Stripped là album phòng thu thứ tư trong sự nghiệp âm nhạc của nữ ca sĩ người Mỹ Christina Aguilera, được hãng đĩa RCA Records phát hành vào ngày 26 tháng 10 năm 2002. Khác với album Christina Aguilera mang thể loại bubblegum pop, Stripped là sự kết hợp các thể loại hoàn toàn mới bao gồm R&B, phúc âm, soul, pop rock, Latin và hip hop. Album được chính cô và các nhà sản xuất lâu năm khác sản xuất, gồm Scott Storch và Linda Perry. Trong suốt quá trình quảng bá cho album, cô đã sử dụng nghệ danh "Xtina" cùng những video khêu gợi đã bị cấm và bị chỉ trích nặng nề tại Mỹ, trong đó có video âm nhạc của đĩa đơn "Dirrty". Mặc dù vậy, album vẫn được phát hành với tư cách là "album lành mạnh" và không bị mang biển "Khuyến cáo cho cha mẹ" ("Parental Advisory"). Từ một hình tượng "Công chúa nhạc Pop" trước kia, Stripped đã làm cho Aguilera trở thành một "Biểu tượng sex".
Stripped ra mắt tại vị trí á quân trên bảng xếp hạng Billboard 200 và tiêu thụ được 330.000 bản trong tuần đầu tiên. Mặc dù Aguilera bị chỉ trích trong việc sáng tác các ca khúc, song album đã mang về cho cô nhiều giải thưởng danh giá, bao gồm một giải Grammy. Album là một thành công thương mại, xếp hạng á quân tại Liên hiệp Anh và trở thành album bán chạy thứ 73 tại nước này. Tới nay, album đã tiêu thụ được 4,3 triệu bản tại Mỹ và 12 triệu bản trên toàn thế giới. Christina Aguilera đã thực hiện hai chuyến lưu diễn nhằm quảng bá cho album, bao gồm Justified/Stripped Tour và Stripped World Tour. Các đĩa đơn trích từ Stripped bao gồm "Dirrty", "Beautiful", "Fighter", "Can't Hold Us Down" và "The Voice Within".

## Thực hiện

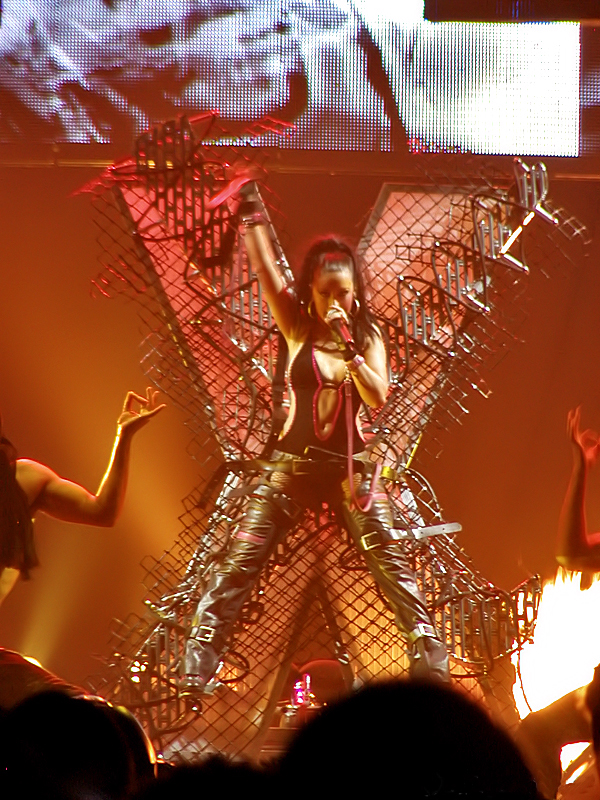
Christina trong chuyến lưu diễn Stripped World Tour quảng bá cho album.

Sau khi Christina Aguilera phát hành album đầu tay mang chính tên cô thông qua hãng thu âm RCA, cô đã có những thành công quốc tế vang dội và trở thành một hình tượng "Công chúa nhạc Pop" đương thời cùng với Britney Spears. Mặc dù vậy, cô không hài lòng về âm nhạc và hình ảnh của cô mà quản lý lúc bấy giờ của Aguilera, Steve Krurtz, tạo dựng cho cô. Aguilera không đồng tình về việc quảng bá hình ảnh của cô là một ca sĩ dòng nhạc bubblegum pop, một thể loại nhạc thịnh hành lúc bấy giờ. Và sau nhiều bất đồng quan điểm, Aguilera đã quyết định chấm dứt hợp đồng với Steve Krurtz và chọn Irving Azoff làm quản lý mới. Cũng chính nhờ điều này mà Christina có những chuyển biến mới trong âm nhạc và phong cách biểu diễn.
Sau khi chấm dứt hợp đồng với quản lý cũ, Aguilera đã quyết định tự mình tạo dựng một hình ảnh mới cho mình. Trong quá trình thực hiện Stripped, Christina đã tìm tòi rất nhiều thể loại mới cho album, bao gồm R&B, soul, pop rock và hip hop. Ngoài ra, Christina còn hợp tác với một đội ngũ nhà sản xuất thu âm bao gồm cả lâu năm và nhà sản xuất mới gồm Scott Storch, Linda Perry và Alicia Keys. Trong đó, Christina đã thừa nhận rằng Linda Perry đã có sức ảnh hưởng tới cô. Christina đã nói, "Tôi thật sự, thật sự thích những bài hát do Perry sáng tác.", "Cô ấy dạy tôi rằng những điều không hoàn hảo đều là tốt và chúng ta nên giữ nó, vì nó đến từ trái tim của ta. Nó khiến cho mọi thứ trở nên đáng tin hơn và thật là dũng cảm khi sẻ chia nó với thế giới." Ngoài ra, trong suốt thời gian này, Aguilera đã thay đổi ngoại hình và phong cách khi nhuộm tóc đen, để hình xăm, khuyên mũi, thường xuyên chụp ảnh khỏa thân và dùng nghệ danh là "Xtina."
Khi được phỏng vấn với MTV, Christina đã nói,
| “ | Tôi cảm thấy như đó là một bắt đầu mới, một sự giới thiệu lại về bản thân tôi như một người nghệ sĩ theo một cách khác, bởi vì đây là lần đầu tiên công chúng thấy sự thật trong con người tôi thế nào. [...] Tôi có cơ hội để phô ra màu sắc và sự liên kết giữa tình yêu của tôi với âm nhạc và thanh nhạc của tôi. [...] Và tôi đặt tên album này là Stripped (Trần trụi) vì nó có ý nghĩa hãy lột trần tâm hồn của bạn và hãy rộng mở trái tim với thế giới. | ” |

## Sáng tác
- Trục trặc khi nghe? Xem hướng dẫn.

Hầu hết các bài hát trong Stripped đều do Christina là đồng tác giả và thể hiện các chủ đề khác nhau. Ca khúc "Stripped Intro" nằm vị trí đầu tiên trong album thể hiện lời tuyên thệ khẳng khái của Aguilera về hình ảnh mới của mình với công chúng: "Đã đợi thời khắc này lâu lắm rồi, xin phép tôi giới thiệu bản thân [...] Vậy là đây, không cần cường điệu, không cần dài dòng, không cần giải thích... Vẫn chỉ là tôi... Stripped!"
Trong Stripped có một ca khúc với nội dung bảo vệ nữ quyền, đó là "Can't Hold Us Down" do Aguilera hợp tác với nữ rapper Lil' Kim. Ca từ của bài hát nói về việc khi phụ nữ muốn bộc lộ cuộc sống tình dục của mình thì bị gọi là gái điếm, trong khi đàn ông thì vẫn nhản nhơ bộc lộ. Ngoài ra, Christina còn ngụ ý đến rapper Eminem khi anh bêu rếu tin đồn tình ái của Christina từ năm 1999 trong "The Real Slim Shady", rằng "Phải nói to để xé chuyện bé ra." Trao đổi với MTV, Christina đã bình luận về "Can't Hold Us Down", "Ca khúc này dành cho những người đàn ông thường hạ nhục phụ nữ vì đánh giá ý nghĩ của họ. Đây chắc chắn sẽ cổ động phụ nữ để nói và làm những điều mình muốn."
Các bài hát "Dirrty" và "Get Mine, Get Yours" có phần ca từ mang ý nghĩa tình dục. Bài hát "Infatuation" nói về việc đang yêu, còn "Underappreciated" thì nói về việc mối tình đổ vỡ. Ca khúc "I'm OK" nói về tuổi thơ bất hạnh của Christina khi bị người cha khủng hoảng về thể xác lẫn tinh thần. Christina nói rằng cô sáng tác "I'm OK" không phải để bêu rếu, nói xấu cha mình mà "để hàn gắn tấm lòng" và "tạo tiếng nói cho giới trẻ." Còn ca khúc "Impossible" do Alicia Keys sáng tác và sản xuất, nói về một tình yêu "không tưởng nhưng thể hiện rằng bạn yêu tôi." Trong đó, "Beautiful" là một bản ballad nhẹ nhàng do Linda Perry sáng tác có nội dung, "mặc kệ họ nói gì, khi bạn đi đâu, mặt trời sẽ mãi tỏa sáng." Với "Fighter", cô thể hiện nỗi tủi nhục từ nhỏ khi bị đám bạn đồng trang thường xuyên trêu chọc vì ghen tị với tài năng của Aguilera, nhưng điều đó không làm cho Aguilera bị khủng hoảng, mà lại giúp cô trở nên mạnh hơn bao giờ hết, như một chiến binh.
Đa số bài hát trong Stripped được sáng tác ở nhịp 4/4. Một vài bài hát được sáng tác trên hợp âm Son trưởng, trong đó có các bài hát "Walk Away", "Make Over" và "The Voice Within". Trong đó, các bài hát "Infatuation", "Loving Me 4 Me" và "Dirrty" được sáng tác trên hợp âm Son thứ. Các bài hát khác là "Underappreciated", "Keep On Singin' My Song" và "Get Mine, Get Yours" được sáng tác lần lượt trên các hợp âm Fa trưởng, La trưởng và Mi trưởng. Ca khúc "Beautiful" là ca khúc được viết trên hợp âm thấp nhất, là Mi giáng trưởng.
Các nhạc cụ sử dụng trong Stripped rất phong phú. Trong các bài hát thể loại nhạc sôi động, các nhạc cụ được sử dụng thường là organ và ghita bass. Trong "Fighter", giai điệu của bài hát mang đậm thể loại rock với nền nhạc bằng ghita của nghệ sĩ Dave Navarro. Với các bản nhạc nhẹ ballad trữ tình như "Beautiful" và "The Voice Within" có nhạc đệm là tiếng piano của Linda Perry.

## Quảng bá

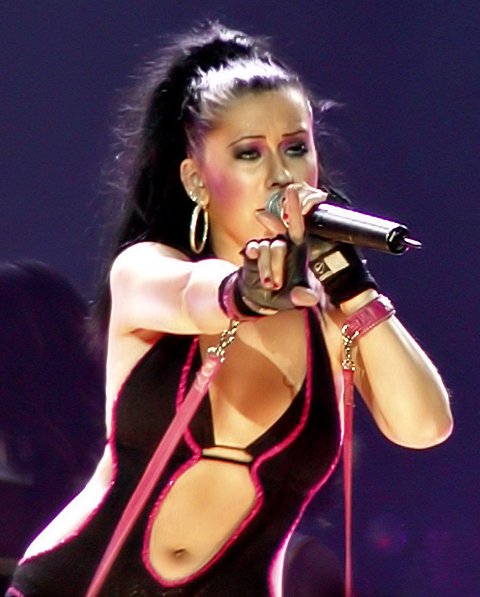
Christina Aguilera trong chuyến lưu diễn Stripped World Tour (2003).

Aguilera bắt đầu quảng bá cho Stripped khi trình diễn "Dirrty" trên Giải Video âm nhạc của MTV năm 2002 tại Thành phố New York ngày 29 tháng 8 năm 2002. Ngày 28 tháng 10 năm 2002, Aguilera biểu diễn ca khúc "Beautiful" trên chương trình truyền hình Late Show with David Letterman. Trên chương trình Today năm 2002, cô biểu diễn hai ca khúc đó là "Beautiful" và "Impossible". Ngày 25 tháng 1 năm 2003, Aguilera trình diễn hai ca khúc "Beautiful" và "Fighter" trên chương trình Saturday Night Live.
Tại Giải Âm nhạc châu Âu của MTV năm 2002, Aguilera biểu diễn ca khúc "Dirrty", tái hiện lại cảnh quay trong video, với sàn đấu boxing nhớp nhúa. Trong buổi biểu diễn, Christina đã mặc bộ bikini và quần chap hở mông. Tại Giải Video âm nhạc của MTV năm 2003, Aguilera đã biểu diễn "Dirrty" cùng với "Fighter". Tại Giải Grammy năm 2004, Aguilera đã biểu diễn lại ca khúc "Beautiful"
Aguilera đã thực hiện hai chuyến lưu diễn hòa nhạc để quảng bá cho Stripped, bao gồm Justified/Stripped Tour cùng Justin Timberlake và Stripped World Tour. Cả hai chuyến lưu diễn này đều vào năm 2003. Trong đó, Justified/Stripped Tour được các độc giả của tạp chí danh tiếng Rolling Stone bầu chọn là chuyến lưu diễn xuất sắc nhất năm 2003. Ngoài ra, cô cũng phát hành DVD trực tiếp đầu tiên, Stripped Live in the U.K. vào năm 2004. Tổng thể, Justified/Stripped Tour đã thu về 45 triệu đô la Mỹ, và Stripped World Tour đã thu về 75 triệu đô la Mỹ. Đây được coi là chuyến lưu diễn thành công nhất của Aguilera.
Ngoài ra, Aguilera cũng phát hành các đĩa đơn để quảng bá cho Stripped. Trước khi phát hành album một tháng, Aguilera đã phát hành đĩa đơn đầu tiên từ album mang tên "Dirrty" với hy vọng sẽ thu được sự chú ý từ công chúng. Tuy nhiên, video âm nhạc của bài hát đã bị chỉ trích nặng nề từ phía truyền thông lẫn công chúng. Điều này đã dẫn đến việc video bị ngừng phát sóng tại Thái Lan. Tại Mỹ, "Dirrty" là một thất bại thương mại khi chỉ đạt vị trí 48 trên Billboard Hot 100, tuy nhiên bài hát lại là một hit tốp 5 quốc tế với vị trí quán quân tại UK Singles Chart và Irish Singles Chart. Để làm dịu tình hình, Aguilera đã quyết định phát hành đĩa đơn thứ hai là "Beautiful" được sáng tác và sản xuất toàn bộ bởi Linda Perry. Bài hát không những được các nhà phê bình nhạc khen ngợi mà còn là một hit quốc tế, đứng đầu bảng xếp hạng của rất nhiều nước. Các đĩa đơn tiếp theo, "Fighter", "Can't Hold Us Down" và "The Voice Within" được phát hành vào năm 2003 để tiếp tục quảng bá cho Stripped. Cả ba đều không thành công lắm tại Mỹ, chỉ đạt vị trí cao nhất ngoài tốp 10 trên Billboard Hot 100 nhưng bù lại là các hit quốc tế, lọt vào tốp 10 của Úc, Canada và Liên hiệp Anh.

## Phát hành và tiếp nhận

### Đánh giá chuyên môn
| Đánh giá chuyên môn  | Đánh giá chuyên môn |
| Nguồn đánh giá       | Nguồn đánh giá      |
| Nguồn                | Đánh giá            |
| -------------------- | ------------------- |
| Allmusic             | [ 44 ]              |
| Billboard            | ưa thích            |
| Entertainment Weekly | C+                  |
| The Guardian         | [ 47 ]              |
| NME                  | [ 48 ]              |
| Rolling Stone        | [ 49 ]              |
| Slant Magazine       | [ 50 ]              |
| Stylus Magazine      | F                   |
| Spin                 | [ 52 ]              |
| The Village Voice    | không ưa thích      |

Stripped nhận được những đánh giá trái chiều từ phía phê bình. Tại trang Metacritic, album nhận được đánh giá với số điểm 55 trên 100 dựa trên 14 lượt đánh giá, có nghĩa là "được đánh giá trung bình." Tạp chí Entertainment Weekly nhận xét Stripped "quá dài, như một xưởng 20 bài hát." Ngoài ra tờ tạp chí còn viết "Stripped có một chút ít chất soul theo kiểu vamp, một ít âm thanh gần như metal, một ít nhạc piano chơi ở quán bar, một chút R&B quiet storm, một tí hip-hop theo phong cách bounce, và một ít chất rock hơi kì dị; tất cả chúng đều được hoàn thành một cách nghiêm túc." Tạp chí Spin đánh giá album với số điểm 6 trên 10, nhận xét "Với một lời khẳng định về nghệ thuật, Stripped có tất cả các thể loại-đó là một bước tiến tới hip hop, một bước tiến tới rock, đó là khu ổ chuột, đó là Disney..."
Tạp chí danh tiếng Rolling Stone gọi Stripped là album cho sự trưởng thành và đánh giá với số điểm ba trên năm sao, nói: "Giọng hát của Aguilera tiếp tục phát triển đầy đặn hơn và ở những bài đòi chất giọng mạnh mẽ như 'Cruz', cô ấy có thể vượt qua cả Whitney". BBC Music đánh giá album ở mức trung bình, nói rằng, "Từ đầu đến cuối, Stripped hoàn toàn táo bạo và quá lố như những gì Christina mặc [...] phần lớn trong số chúng dường như chỉ như một bài tập kéo dài dây thanh quản trên một phần nhạc nền yếu kém." The Village Voice chỉ trích gay gắt về nội dung ca từ của album và mô tả album như "một Mariah mới với tính khí ổn định hơn, mở rộng với những tác phẩm cóp nhặt giả tạo của những bài hát bán phổ thông." Stylus Magazine đánh giá album với số điểm tệ nhất, F, với lời bình luận, "bản thu này như một thất bại của sự tự kiểm định. Aguilera, khi cố trở nên thẳng thắn và chân thực, lại bị lột trần quá xa so với những gì mọi người muốn nhìn thấy. Cô ấy đáng lẽ có thể được tư vấn để kiềm chế sự tự do nghệ thuật và lắng nghe lời hướng dẫn của những quản lý thu âm, những người thỉnh thoảng thật sự làm tốt." Slant Magazine đánh giá album với số điểm ba trên năm sao với lời nhận xét, "Stripped giống với một sự kiện hơn là một album [...] sản xuất thừa thãi và quá căng thẳng khiến nó có thể dễ dàng bị cho là một album của Janet."

### Diễn biến thương mại

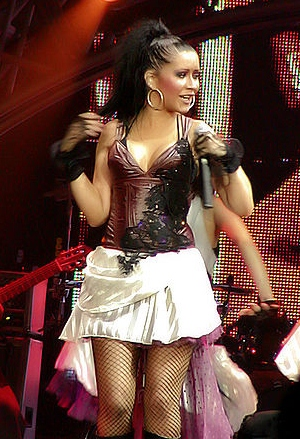
Christina Aguilera biểu diễn bài hát "Infatuation" trong năm 2003.

Stripped đã đạt được thành công thương mại. Trên bảng xếp hạng Billboard 200 tại Mỹ, Stripped ra mắt tại vị trí á quân vào ngày 16 tháng 1 năm 2002 với doanh số 330.000 bản tiêu thụ trong tuần đầu tiên. Album tiếp tục trụ vững trên bảng xếp hạng năm 2004. Tổng thể, Stripped đã đạt chứng nhận bốn lần đĩa bạch kim bởi Hiệp hội Công nghiệp ghi âm Hoa Kỳ và tiêu thụ được 4,3 triệu bản chỉ riêng tại Mỹ. Tại Liên hiệp Anh, trên bảng xếp hạng UK Albums Chart, Stripped ra mắt tại vị trí thứ 19 và đạt vị trí á quân là cao nhất. Ngoài ra, album còn được chứng nhận năm lần đĩa bạch kim bởi British Phonographic Industry và trở thành album bán chạy thứ ba tại đây trong năm 2003. Với 1.850.852 bản tiêu thụ, Stripped đã trở thành album bán chạy thứ 73 tại Liên hiệp Anh. Stripped cũng đã trụ vững trên UK Albums Chart từ năm 2002 tới năm 2004 và là album bán chạy thứ ba năm 2003 tại Liên hiệp Anh.
Tại Úc, album chỉ đạt vị trí thứ 7 là cao nhất song lại có doanh số khá cao, với chứng nhận 4 lần đĩa bạch kim bởi Hiệp hội Công nghiệp ghi âm Úc dựa trên doanh số 280.000 bản. Tại Canada, Stripped đạt vị trí thứ 3 là cao nhất và được Music Canada cấp chứng nhận ba lần đĩa bạch kim với doanh số 300.000 bản. Tại Đức, Stripped đạt vị trí thứ sáu là cao nhất trên bảng xếp hạng Media Control Charts và đạt chứng nhận đĩa bạch kim với doanh số 300.000 bản. Tại Ý, Stripped đạt vị trí cao nhất là thứ 16 trên Italian Albums Chart và đạt chứng nhận đĩa vàng bởi Liên đoàn Công nghiệp âm nhạc Ý. Tại New Zealand, album đạt vị trí cao nhất là thứ 5 trên bảng xếp hạng New Zealand Albums Chart và đạt chứng nhận hai lần đĩa bạch kim bởi Hiệp hội Công nghiệp ghi âm New Zealand. Tại Thụy Sĩ, Stripped đạt vị trí thứ 9 trên Swiss Albums Chart và đạt chứng nhận đĩa bạch kim bởi Liên đoàn Công nghiệp ghi âm quốc tế. Tại Hungary, mặc dù chỉ được xếp hạng thứ 39 trên Hungarian Albums Chart song vẫn đạt được chứng nhận đĩa bạch kim bởi Mahasz.
Trên toàn châu Âu, album đạt chứng nhận 3 lần đĩa bạch kim với doanh số là 3 triệu bản. Tổng thể, Stripped đã tiêu thụ được 12 triệu bản toàn thế giới.

## Dấu ấn văn hóa
Stripped đã trở thành một dấu ấn văn hóa nổi bật. Chính album này đã khiến Christina Aguilera từ một hình tượng "Công chúa nhạc Pop" trước kia thành một "Biểu tượng sex". Album có mặt trong cuốn sách âm nhạc 1001 album bạn phải nghe trước khi chết (1001 Albums You Must Hear Before You Die) năm 2003. Tuy nhiên sau đó vào năm 2008 Back to Basics đã thay thế Stripped trong danh sách. Các đĩa đơn trích từ album cũng gây được sự chú ý của các ngôi sao lớn và công chúng. Khi quảng bá cho album, video "Dirrty" đã gây nên làn sóng tranh cãi lớn từ các ngôi sao đồng nghiệp gồm Shakira. Không những thế, video còn khiến cho Christina Aguilera từ một "Công chúa nhạc Pop" thành một "Biểu tượng sex". Video còn đứng vị trí số một trong danh sách "Tốp 10 các video gợi dục nhất mọi thời đại" của FHM và của tờ báo The Sun Times. Trong khi đó, "Beautiful" được Simon Cowell gọi là "một trong những bản nhạc pop vĩ đại nhất" và trở thành một di sản lớn, đã được cover lại bởi rất nhiều nghệ sĩ gồm Kelly Clarkson, Kenny G, Chaka Khan và Jason Mraz. Đĩa đơn "Fighter" đã được cover lại bởi Darren Criss của Glee, đội của Christina trên The Voice và thí sinh X Factor của Mỹ CeCe Frey.

### Giải thưởng và đề cử
Stripped đã được đề cử và giành được nhiều giải thưởng danh giá. Năm 2003, album và các bài hát trong album được đề cử 11 hạng mục của 7 giải thưởng khác nhau: giải GLAAD, giải Grammy, giải MOBO, giải Q, giải Âm nhạc châu Âu của MTV, giải Video âm nhạc của MTV và giải Teen Choice Award. Video âm nhạc của "Beautiful" đạt được một giải GLAAD do sử dụng những hình ảnh của người đồng tính trong video. Còn "Dirrty" mang về hai giải thưởng, là giải "Video của năm" của giải MOBO và "Bài hát của năm" của giải Q. Năm 2004, Stripped tiếp tục được đề cử thêm 9 hạng mục của 4 giải thưởng, và lần này, ca khúc "Beautiful" đã mang về cho Aguilera một giải Grammy ở hạng mục "Trình diễn pop nữ xuất sắc nhất". Ngoài ra, video âm nhạc của bài hát "Fighter" còn thắng một giải Juno ở hạng mục "Video của năm". Tổng thể, Stripped đã mang về cho Christina Aguilera năm giải thưởng trên tổng 20 đề cử, tất cả các giải thưởng đều do các bài hát trong album giành được, còn bản thân album thì không nhận được giải nào.
| Năm  | Giải thưởng                  | Tác phẩm được đề cử                         | Hạng mục                        | Kết quả   | Nguồn  |
| ---- | ---------------------------- | ------------------------------------------- | ------------------------------- | --------- | ------ |
| 2003 | Giải GLAAD                   | "Beautiful" (video âm nhạc)                 | Sự công nhận đặc biệt           | Đoạt giải | [ 88 ] |
| 2003 | Giải Grammy                  | "Dirrty" (hợp tác với Redman)               | Hợp tác giọng pop xuất sắc nhất | Đề cử     | [ 93 ] |
| 2003 | Giải MOBO                    | "Dirrty" (video âm nhạc)                    | Video của năm                   | Đoạt giải | [ 89 ] |
| 2003 | Giải Q                       | "Dirrty" (hợp tác với Redman)               | Ca khúc của năm                 | Đoạt giải | [ 90 ] |
| 2003 | Giải Âm nhạc châu Âu của MTV | "Beautiful"                                 | Ca khúc xuất sắc nhất           | Đề cử     | [ 94 ] |
| 2003 | Giải Âm nhạc châu Âu của MTV | Stripped                                    | Album xuất sắc nhất             | Đề cử     | [ 94 ] |
| 2003 | Giải Video âm nhạc của MTV   | "Dirrty" (video âm nhạc)                    | Video nữ xuất sắc nhất          | Đề cử     | [ 95 ] |
| 2003 | Giải Video âm nhạc của MTV   | "Dirrty" (video âm nhạc)                    | Video nhạc pop xuất sắc nhất    | Đề cử     | [ 95 ] |
| 2003 | Giải Video âm nhạc của MTV   | "Dirrty" (video âm nhạc)                    | Video nhạc dance xuất sắc nhất  | Đề cử     | [ 95 ] |
| 2003 | Giải Video âm nhạc của MTV   | "Dirrty" (video âm nhạc)                    | Biên đạo múa xuất sắc nhất      | Đề cử     | [ 95 ] |
| 2003 | Teen Choice Award            | Stripped                                    | Album được chọn                 | Đề cử     | [ 96 ] |
| 2004 | Giải Grammy                  | "Beautiful"                                 | Trình diễn pop nữ xuất sắc nhất | Đoạt giải | [ 91 ] |
| 2004 | Giải Grammy                  | "Can't Hold Us Down" (hợp tác với Lil' Kim) | Hợp tác pop xuất sắc nhất       | Đề cử     | [ 91 ] |
| 2004 | Giải Grammy                  | Stripped                                    | Album giọng pop xuất sắc nhất   | Đề cử     | [ 91 ] |
| 2004 | Giải BRIT                    | Stripped                                    | Album quốc tế xuất sắc nhất     | Đề cử     | [ 97 ] |
| 2004 | Giải Juno                    | Stripped                                    | Album quốc tế xuất sắc nhất     | Đề cử     | [ 92 ] |
| 2004 | Giải Juno                    | "Fighter" (video âm nhạc)                   | Video của năm                   | Đoạt giải | [ 92 ] |
| 2004 | Giải Video âm nhạc của MTV   | "The Voice Within" (video âm nhạc)          | Video nữ xuất sắc nhất          | Đề cử     | [ 98 ] |
| 2004 | Giải Video âm nhạc của MTV   | "The Voice Within" (video âm nhạc)          | Quay phim xuất sắc nhất         | Đề cử     | [ 98 ] |
| 2004 | Giải Video âm nhạc của MTV   | "The Voice Within" (video âm nhạc)          | Bầu chọn của khán giả           | Đề cử     | [ 98 ] |

## Danh sách ca khúc
| Phiên bản chuẩn  | Phiên bản chuẩn                             | Phiên bản chuẩn                                                  | Phiên bản chuẩn      | Phiên bản chuẩn |
| STT              | Nhan đề                                     | Sáng tác                                                         | Sản xuất             | Thời lượng      |
| ---------------- | ------------------------------------------- | ---------------------------------------------------------------- | -------------------- | --------------- |
| 1.               | "Stripped Intro"                            |                                                                  |                      | 1:39            |
| 2.               | "Can't Hold Us Down" (hợp tác với Lil' Kim) | Christina Aguilera, Scott Storch, Matt Morris                    | Storch               | 4:15            |
| 3.               | "Walk Away"                                 | Aguilera, Storch, Morris                                         | Storch               | 5:47            |
| 4.               | "Fighter"                                   | Aguilera, Storch                                                 | Storch               | 4:05            |
| 5.               | "Primer Amor (giang tấu)"                   | Aguilera, Storch                                                 | Storch               | 0:53            |
| 6.               | "Infatuation"                               | Aguilera, Storch, Morris                                         | Storch               | 4:17            |
| 7.               | "Loves Embrace (giang tấu)"                 | Aguilera, Storch, Morris                                         | Storch               | 0:46            |
| 8.               | "Loving Me For Me"                          | Aguilera, Storch, Morris                                         | Storch               | 4:36            |
| 9.               | "Impossible" (hợp tác với Alicia Keys)      | Alicia Keys                                                      | Alicia Keys          | 4:14            |
| 10.              | "Underappreciated"                          | Aguilera, Storch, Morris                                         | Storch               | 4:00            |
| 11.              | "Beautiful"                                 | Linda Perry                                                      | Perry                | 3:58            |
| 12.              | "Make Over"                                 | Aguilera, Perry                                                  | Perry                | 4:12            |
| 13.              | "Cruz"                                      | Aguilera, Perry                                                  | Perry                | 3:49            |
| 14.              | "Soar"                                      | Aguilera, Rob Hoffman, Heather Holley                            | Hoffman, Holley      | 4:45            |
| 15.              | "Get Mine, Get Yours"                       | Aguilera, Steve Morales, Balewa Muhammad, David Siegel           | Morales              | 3:44            |
| 16.              | "Dirrty" (hợp tác với Redman)               | Aguilera, Dana Stinson, Muhammad, Reginald Noble, Jasper Cameron | Rockwilder, Aguilera | 4:58            |
| 17.              | "Stripped Pt. 2"                            |                                                                  |                      | 0:45            |
| 18.              | "The Voice Within"                          | Aguilera, Glen Ballard                                           | Ballard              | 5:04            |
| 19.              | "I'm OK"                                    | Aguilera, Perry                                                  | Perry                | 5:18            |
| 20.              | "Keep on Singin' My Song"                   | Aguilera, Storch                                                 | Storch               | 6:29            |
| Tổng thời lượng: | Tổng thời lượng:                            | Tổng thời lượng:                                                 | Tổng thời lượng:     | 77:34           |

## Đội ngũ thực hiện
Sản xuất
| - Christina Aguilera – đồng sản xuất, sáng tác, piano - Ron Fair – đồng sản xuất, A&R - Scott Storch – sản xuất, viết, sáng tác - Linda Perry – sản xuất, viết, sáng tác, kĩ sư - Rob Hoffman – sản xuất, viết, sáng tác - Heather Holley – sản xuất, viết, sáng tác - Steve Morales – sản xuất, viết, sáng tác - Alicia Keys – sản xuất, viết, sáng tác - Glen Ballard – sản xuất, viết, sáng tác - Rockwilder – sản xuất - Jasper Cameron – viết, sáng tác - Balewa Muhammad – viết, sáng tác - R. Noble – viết, sáng tác - David Siegel – viết, sáng tác - D. Stinson – viết, sáng tác - Matt Morris – viết - Tony Black – thu âm - Oscar Ramirez – thu âm - Wassim Zreik – thu âm - Shane Stoner – thu âm - David Guerrero – kĩ sư, trợ lý kĩ sư phối âm - Dylan Dresdow – kĩ sư phối âm - Andrew Chavez – trợ lý kĩ sư, trở lý kĩ sư phối âm - Davy Vain – trở lý kĩ sư, kĩ sư công cụ | - Brian Douglas – trở lý kĩ sư - Alex Gibson – trở lý kĩ sư - Jay Goin – trở lý kĩ sư - Mark Kizula – trở lý kĩ sư - Aaron Leply – trở lý kĩ sư - John Morichal – trở lý kĩ sư - Rafael Serrano – trở lý kĩ sư - Kevin Szymanski – trở lý kĩ sư - Scott Whitting – trở lý kĩ sư - Tony Maserati – phối âm - Peter Mokran – phối âm - Dave Pensado – phối âm - Rich Balmer – trợ lý kĩ sư phối âm - Tony Flores – trợ lý kĩ sư phối âm - Anthony Kilhoffer – trợ lý kĩ sư phối âm - Jamie Sickora – trợ lý kĩ sư phối âm - Ethan Willoughby – trợ lý kĩ sư phối âm - Jolie Levine-Aller – điều phối viên sản xuất - Stephanie Kubiak – trợ lý sản xuất - Joann Tominaga – nhà thầu nhạc - Brian Gardner – mastering - Jeri Heiden – chỉ đạo và thiết kế đồ họa - Glen Nakasako – chỉ đạo và thiết kế đồ họa - Miranda Penn Turin – chụp ảnh |

Nhạc sĩ
| - Christina Aguilera – giọng hát, hướng dẫn thanh nhạc - Lil' Kim – giọng hát - Redman – giọng hát - E. Dawk – hướng dẫn thanh nhạc, sắp xếp hòa âm - Balewa Muhammad – sản xuất và hướng dẫn thanh nhạc - Alicia Keys – hát nền, piano, nhạc cụ - Maxi Anderson – hát nền, sắp xếp hòa âm - Alexandra Brown – hát nền - Crystal Drummer – hát nền - Charlean Hines – hát nền - Erica King – hát nền - Nolie Robinson – hát nền - Alfie Sillas – hát nền - Toya Smith – hát nền - Maxine Waters-Willard – hát nền - Linda Perry – bass, ghita, piano, nhạc cụ dây - Alex Al – bass - Uriah Duffy – bass - Mike Elizondo – bass - Rufus Jackson – bass - Tarus Mateen – bass - Steve Morales – sắp xếp trống - Matt Chamberlain – trống - Brian Frasier-Moore – trống - Kameron Houff – trống - Paul John – trống - Brian McLeod – trống - Mike Stinson – trống | - Ahmir Thompson – trống - Darryl Dixon – kèn - Gary Grant – kèn - Jerry Hey – kèn - Daniel Higgins – kèn - Fred Maxwell – kèn - Bill Reichenbach – kèn - David Watson – kèn - Rob Hoffman – ghita, hướng dẫn, chỉ huy dàn nhạc, rhode - Glen Ballard – ghita, hướng dẫn, nhạc cụ có phím - Aaron Fishbein – ghita, ghita điện - John Goux – ghita - Michael Landau – ghita - Dave Navarro – ghita - Arthur White – ghita - Dwayne Wiggins – ghita - Ramon Stagnaro – ghita đệm - Damon Fox – nhạc cụ có phím - Randy Kerber – nhạc cụ có phím - David Siegel – nhạc cụ có phím - Greg Phillinganes – piano - Richard Dodd – cello - Lily Haydn – viola, violin - Shanti Randall – viola - Eric Gorfain – violin - Larry Gold – sắp xếp và hướng dẫn nhạc cụ có dây - Ron Fair – sắp xếp nhạc cụ có dây - Bill Ross – hướng dẫn dàn nhạc - Anson Dawkins – sắp xếp hòa âm - Eric Dawkins – sắp xếp hòa âm |

Nguồn:

## Xếp hạng và tiêu thụ
| Bảng xếp hạng (2002–03)        | Vị trí cao nhất |
| ------------------------------ | --------------- |
| Australian ARIA Albums Chart   | 7               |
| Austrian Albums Chart          | 10              |
| Belgian Flemish Albums Chart   | 7               |
| Belgian Walloon Albums Chart   | 46              |
| Canadian Albums Chart          | 3               |
| Danish Albums Chart            | 5               |
| Dutch Albums Chart             | 3               |
| European Top 100 Albums Chart  | 3               |
| French SNEP Albums Chart       | 49              |
| German Albums Chart            | 6               |
| Hungarian Albums Chart         | 39              |
| Irish Albums Chart             | 2               |
| Italian Albums Chart           | 16              |
| New Zealand RIANZ Albums Chart | 5               |
| Norwegian Albums Chart         | 10              |
| Spanish Albums Chart           | 14              |
| Swedish Albums Chart           | 13              |
| Swiss Albums Chart             | 9               |
| UK Albums Chart                | 2               |
| Billboard 200                  | 2               |
| United World Chart             | 22              |

| Bảng xếp hạng (2002)           | Vị trí |
| ------------------------------ | ------ |
| UK Albums Chart                | 110    |
| Bảng xếp hạng (2003)           | Vị trí |
| Australian Albums Chart        | 12     |
| Austrian Albums Chart          | 31     |
| French Albums Chart            | 140    |
| Hungarian Albums Chart         | 79     |
| Irish Albums Chart             | 5      |
| Dutch Albums Chart             | 11     |
| New Zealand RIANZ Albums Chart | 21     |
| Swiss Albums Chart             | 54     |
| UK Albums Chart                | 3      |
| Bảng xếp hạng (2004)           | Vị trí |
| Australian Albums Chart        | 58     |
| Swiss Albums Chart             | 88     |
| UK Albums Chart                | 65     |
| Bảng xếp hạng (2005)           | Vị trí |
| UK Albums Chart                | 181    |

### Lượng tiêu thụ
| Vùng lãnh thổ | Chứng nhận doanh số |
| ------------- | ------------------- |
| Úc            | 4× Bạch kim         |
| Áo            | Bạch kim            |
| Brazil        | Vàng                |
| Canada        | 3× Bạch kim         |
| Đức           | Bạch kim            |
| Hungary       | Bạch kim            |

| Vùng lãnh thổ | Chứng nhận doanh số |
| ------------- | ------------------- |
| Ý             | Vàng                |
| New Zealand   | 2× Bạch kim         |
| Thụy Sĩ       | Bạch kim            |
| Liên hiệp Anh | 5× Bạch kim         |
| Mỹ            | 4× Bạch kim         |
| Châu Âu       | 3× Bạch kim         |

### Đĩa đơn
| 2002                                                                       | "Dirrty" (hợp tác với Redman) | 48 | 14 | — | 5  | 4 | 4  | 3  | 1 | - Úc: Bạch kim - Thụy Sĩ: Vàng |
| 2002                                                                       | "Beautiful"                   | 2  | 1  | 1 | 1  | 1 | 4  | 1  | 1 | - Úc: Bạch kim - Mỹ: Vàng      |
| 2003                                                                       | "Fighter"                     | 20 | 5  | — | 3  | 5 | 13 | 11 | 3 | - Úc: Vàng - Mỹ: Vàng          |
| 2003                                                                       | "Can't Hold Us Down"          | 12 | 3  | — | 4  | 5 | 9  | 11 | 6 | - Úc: Vàng                     |
| 2003                                                                       | "The Voice Within"            | 33 | 11 | — | 10 | 8 | 13 | 3  | 9 |                                |
| "—" Đĩa đơn không được phát hành hoặc không được xếp hạng tại quốc gia đó. |                               |    |    |   |    |   |    |    |   |                                |

## Lịch sử phát hành
| Quốc gia      | Ngày phát hành       | Hãng đĩa        | Định dạng                   |
| ------------- | -------------------- | --------------- | --------------------------- |
| Ý             | 26 tháng 10 năm 2002 | Hãng thu âm RCA | Đĩa CD (bản chuẩn)          |
| Thụy Điển     | 26 tháng 10 năm 2002 | Hãng thu âm RCA | Đĩa CD (bản chuẩn)          |
| Liên hiệp Anh | 26 tháng 10 năm 2002 | Hãng thu âm RCA | Đĩa CD (bản chuẩn)          |
| Đức           | 28 tháng 10 năm 2002 | Hãng thu âm RCA | Đĩa CD (bản chuẩn)          |
| Đan Mạch      | 28 tháng 10 năm 2002 | Hãng thu âm RCA | Đĩa CD (bản chuẩn)          |
| Úc            | 28 tháng 10 năm 2002 | Hãng thu âm RCA | Đĩa CD (bản chuẩn)          |
| Hồng Kông     | 28 tháng 10 năm 2002 | Hãng thu âm RCA | Đĩa CD (bản chuẩn)          |
| Tây Ban Nha   | 28 tháng 10 năm 2002 | Hãng thu âm RCA | Đĩa CD (bản chuẩn)          |
| Pháp          | 29 tháng 10 năm 2002 | Hãng thu âm RCA | Đĩa CD (bản chuẩn)          |
| Mỹ            | 29 tháng 10 năm 2002 | Hãng thu âm RCA | Đĩa CD (bản chuẩn)          |
| Nhật Bản      | 29 tháng 10 năm 2002 | Hãng thu âm RCA | Đĩa CD (bản chuẩn)          |
| Canada        | 29 tháng 10 năm 2002 | Hãng thu âm RCA | Đĩa CD (bản chuẩn)          |
| Nga           | 29 tháng 10 năm 2002 | Hãng thu âm RCA | Đĩa CD (bản chuẩn)          |
| New Zealand   | 1 tháng 12 năm 2003  | Sony BMG        | Đĩa CD + DVD (bản giới hạn) |